# Sicherheitsdienst
Lo Sicherheitsdienst, in intero Sicherheitsdienst des Reichsführers-SS (SD, Servizio di Sicurezza del Reichsführer-SS) fu un servizio informazioni e intelligence delle SS che servì dal 1932 al 1945.

## Storia
Venne creato nel 1932 da Reinhard Heydrich. A seguito della presa del potere da parte dei nazisti, l'importanza di questa organizzazione crebbe con il passare degli anni, soprattutto durante la guerra. Era in qualche modo in competizione con le SA ma sotto la guida di Heydrich, il 9 giugno 1934 divenne l'unico "Servizio Segreto del Partito". Nel 1938 si trasformò nel servizio segreto di Stato, così come del Partito, appoggiando la Gestapo e lavorando con l'Amministrazione Generale e degli Interni.
Nel 1936, le forze di polizia vennero raggruppate in:
- Ordnungspolizei (Or.Po., Polizia Ordinaria):
  - Schutzpolizei (Schu.Po., Pubblica Sicurezza);
  - Gendarmerie (Gendarmeria o Polizia Rurale);
  - Gemeindepolizei (Gem.Po., Polizia Comunale o Locale);
- Sicherheitspolizei (Si.Po.,  Polizia di Sicurezza):
  - Kriminalpolizei (Kri.Po., Polizia Criminale)
  - Geheime Staatspolizei (Ge.Sta.Po., Polizia di Stato Segreta).

Heydrich divenne il capo della Polizia di Sicurezza e dell'SD.

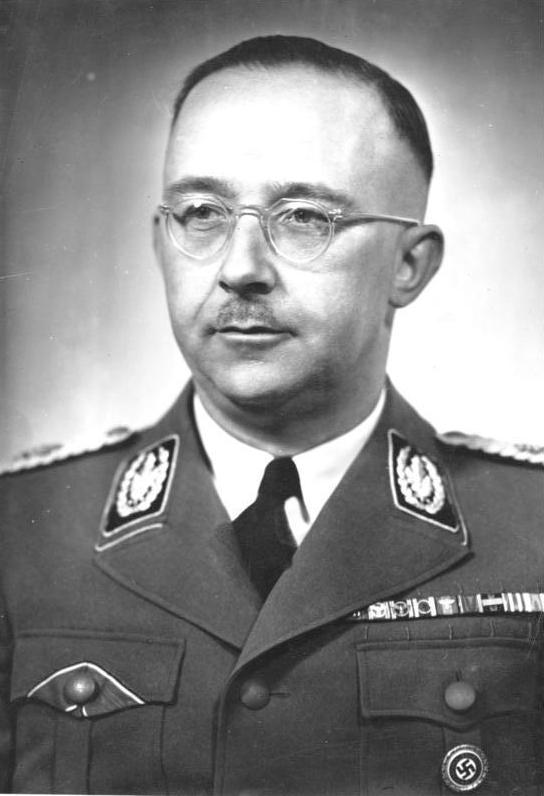
Heinrich Himmler (1942)

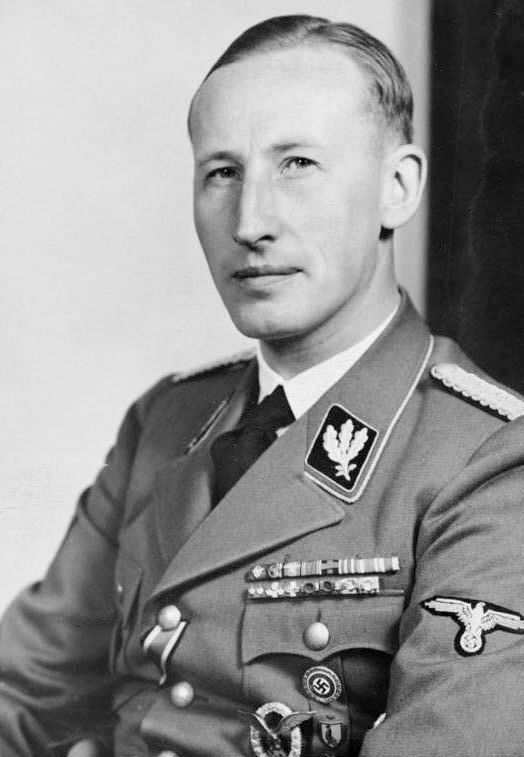
Reinhard Heydrich (1940)

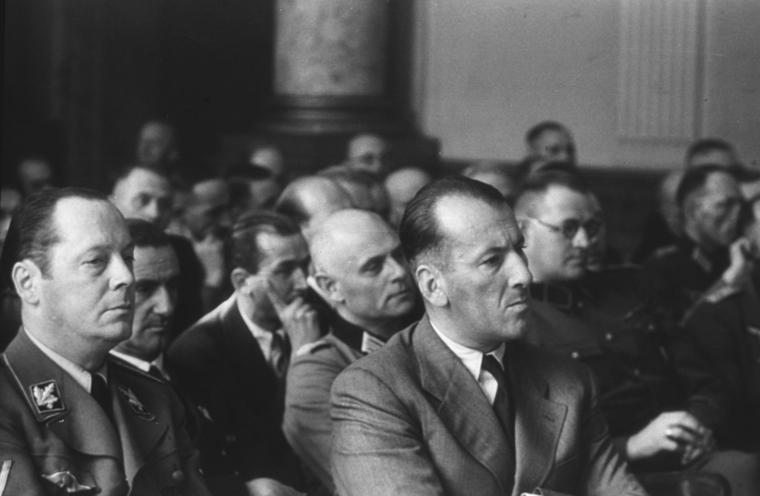
Ernst Kaltenbrunner, in primo piano in abiti borghesi (1944)

La Sicherheitspolizei venne centralizzata nel 1939 nel Reichssicherheitshauptamt, (RSHA, Ufficio Centrale della Sicurezza del Reich). Con la seconda guerra mondiale le sezioni operative dell'SD divennero l'"Amt III", che raccoglieva informazioni relative alla politica e al controspionaggio interno della Germania nazista. L'AMT III fu posto sotto la direzione dell'SS-Gruppenführer Otto Ohlendorf. Invece l'Amt VI della RSHA era la Sezione Estera, i cui membri operavano in paesi stranieri. L'Amt VI fu diretto dall'SS-Brigadeführer Heinz Jost, e da Walter Schellenberg.
I servizi segreti militari, l'Abwehr, sotto il controllo della Wehrmacht, che si occupava dello spionaggio, erano guidati dall'ammiraglio Wilhelm Canaris. Più tardi, dopo il fallito attentato a Hitler del 20 luglio 1944, gran parte delle sezioni venne incorporata nell'Amt VI.
Heydrich fu capo della Polizia di Sicurezza e dell'RSHA fino alla sua eliminazione da parte di un commando partigiano cecoslovacco a Praga nel 1942, dopo il quale Ernst Kaltenbrunner ne prese l'incarico. Kaltenbrunner assunse la carica il 30 gennaio 1943 e la tenne fino alla fine della guerra. Dopo la guerra, l'SD venne dichiarato un′organizzazione criminale e i suoi membri vennero giudicati al processo di Norimberga.

## Funzioni
L'SD era incaricato dell'individuazione dei reati o dei potenziali nemici del nazismo, e dell'eliminazione degli oppositori. Al fine di espletare il suo compito, l'SD creò un′organizzazione di agenti e informatori operante in tutto il Reich, e successivamente nei territori occupati dalle truppe naziste. L'organizzazione consisteva di poche centinaia di agenti a tempo pieno e di diverse migliaia di informatori. L'SD era l'agenzia che raccoglieva le informazioni, mentre la Gestapo, e in alcune occasioni la Reichskriminalpolizei erano le agenzie esecutive del sistema di polizia politica. Sia l'SD sia la Gestapo erano in effetti sotto il controllo di Heinrich Himmler, in qualità di capo della polizia tedesca.

## Struttura
L'SD era organizzato in quattro sezioni:
La Sezione A gestiva i problemi di ordine legale e di struttura del Reich ed era suddivisa come segue:
- A 1 - Problemi generali del lavoro nelle sfere della vita tedesca.
- A 2 - Legge.
- A 3 - Costituzione e amministrazione.
- A 4 - Vita nazionale in generale.
- A 5 - Problemi generali delle leggi di polizia e questioni tecniche della legislazione.

La Sezione B si occupava della nazionalità, ed era suddivisa come segue:
- B 1 - Questioni sulla nazionalità.
- B 2 - Minoranze.
- B 3 - Razza e salute della gente.
- B 4 - Cittadinanza e naturalizzazione.
- B 5 - Territori occupati.

La Sezione C si occupava della cultura, ed era suddivisa come segue:
- C 1 - (da definire ?).
- C 2 - Educazione e vita religiosa.
- C 3 - Cultura popolare e arte.
- C 4 - Stampa, letteratura, radio, ufficio per la valutazione del materiale.

La Sezione D si occupava di economia, ed era suddivisa come segue:
- D a - Ufficio di lettura, economia, stampa, riviste, letteratura.
- D b - Economia coloniale.
- D S - Problemi speciali e revisione del materiale.
- D West - Regioni occidentali occupate.
- D Ost - Regioni orientali occupate.
- D 1 - Economia del cibo.
- D 2 - Commercio, artigianato e trasporti.
- D 3 - Finanza, valuta, banche e agenzie di cambio, assicurazioni.
- D 4 - Industria ed energia.
- D 5 - Lavoro e questioni sociali.